# Luchthaven Kuressaare
Luchthaven Kuressaare is een regionale luchthaven in het westen van Estland, op het eiland Saaremaa bij de plaats Kuressaare. Het vliegveld werd geopend in 1945. In 2010 handelde de luchthaven 19.702 passagiers af.

## Bestemmingen
| Maatschappij | Land    | Bestemming |
| ------------ | ------- | ---------- |
| Nyxair       | Estland | Tallinn    |
| LFH          | Estland | Ruhnu      |

De lijnvlucht naar Tallinn werd voorheen uitgevoerd door Estonian Air